# Maya Angelou
Maya Angelou, född Marguerite Annie Johnson den 4 april 1928 i Saint Louis i Missouri, död 28 maj 2014 i Winston-Salem i North Carolina, var en amerikansk författare, sångare, poet och medborgarrättsaktivist. 

## Biografi
Angelou var utbildad skådespelerska och dansare. Hon blev välkänd i USA för en serie TV-program om afro-amerikanska förhållanden. Hon turnerade i Europa med musikalen Porgy och Bess och arbetade även som journalist och lärare i Ghana. Hon var en varm förespråkare för den svarta medborgarrättsrörelsen, jobbade som koordinator för Southern Christian Leadership Conference, och arbetade med Martin Luther King och Malcolm X.
Hon fick sitt litterära genombrott med romanen Jag vet varför burfågeln sjunger (I Know Why The Caged Bird Sings, 1969), där hon berättar om sin barndom och uppväxt som svart kvinna i Sydstaterna; romanen beskriver den förtryckta människan som reser sig till egenvärde och jämlikhet. Romanen blev en enorm succé världen över och 1974 kom uppföljaren Gather in My Name (Samlas i mitt namn).
Angelou hade biroller i TV-serier och filmer, bland annat Rötter (1977) och Hur man gör ett amerikanskt lapptäcke (1995). 1998 regisserade hon filmen Hem till Mississippi.
Dokumentären Maya Angelou: and Still I Rise handlar om Angelou.

## Eftermäle
Nedslagskratern Angelou på planeten Merkurius och asteroiden 9011 Angelou är uppkallade efter henne.

## Svenska översättningar
- Jag vet varför burfågeln sjunger (I know why the caged bird sings) (översättning Margareta Tegnemark, Trevi, 1976)
- Samlas i mitt namn (Gather together in my name) (översättning Roland Adlerberth, Trevi, 1977)
- Sång för livet (Singin' and swingin' and gettin' merry like Christmas) (översättning Pelle Fritz-Crone, Trevi, 1983)
- En kvinnas hjärta (The heart of a woman) (översättning Pelle Fritz-Crone, Trevi, 1986)
- Brev till min dotter (Letter to my daughter) (översättning Christian Ekvall, Bakhåll, 2023)

## Teater

### Roller
| År   | Roll        | Produktion                          | Regi         | Teater                              |
| ---- | ----------- | ----------------------------------- | ------------ | ----------------------------------- |
| 1961 | Drottningen | The Blacks: A Clown Show Jean Genet | Gene Frankel | St. Mark's Playhouse, New York, USA |